# Rajd Brazylii
Rajd Brazylii – rajd samochodowy rozgrywany w Brazylii. 
Rajd odbywał się z przerwami w latach 1979-1987, w roku 1980 był rajdem kandydackim do Rajdowych Mistrzostw Świata, a następnie w latach 1981 – 1982 rozgrywany jak eliminacja Rajdowych mistrzostw świata. W roku 1981 i w latach 1985-1987 zaliczany był do Rajdowych Mistrzostw Ameryki Południowej CODASUR.

## Zwycięzcy[1]
| Rok  | Rajd                                    | Zwycięzca       | Pilot           | Samochód           | Seria        |
| ---- | --------------------------------------- | --------------- | --------------- | ------------------ | ------------ |
| 1979 | 1. Rali Internacional do Brasil         | Markku Alén     | Ilkka Kivimäki  | Fiat 131 Abarth    |              |
| 1980 | 2. Rallye do Brasil                     | Arno Hees       | Cesar Andre     | Fiat 147 alcool    |              |
| 1981 | 3. Marlboro Rallye do Brasil            | Ari Vatanen     | David Richards  | Ford Escort RS1800 | WRC, CODASUR |
| 1982 | 4. Marlboro Rallye do Brasil            | Michele Mouton  | Fabrizia Pons   | Audi Quattro       | WRC          |
| 1985 | 5. Rallye do Brasil Rio Grande do Sul   | Gustavo Trelles | Ricardo Ivetich | Ford Escort 1600   | CODASUR      |
| 1986 | 6. Rallye do Brasil                     | Gustavo Trelles | Ricardo Ivetich | Ford Escort RS     | CODASUR      |
| 1987 | 7. Rallye do Brasil / Rally de Gramados | Jorge Fleck     | Silvio Klein    | Volkswagen Gol     | CODASUR      |